# Robbie Kerr

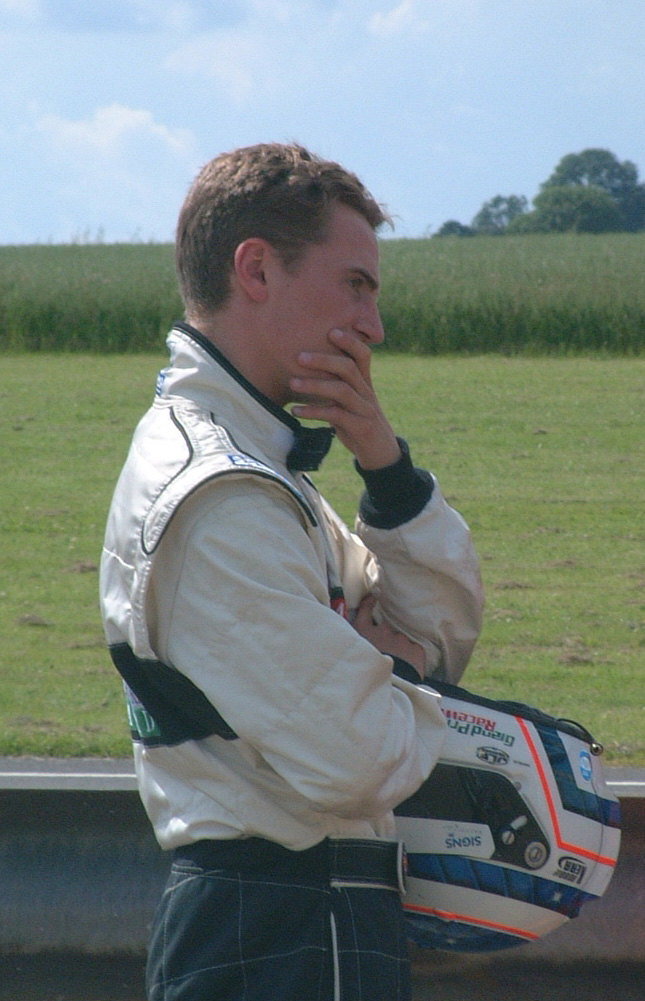
Robbie Kerr

Robbie Kerr, né le 26 septembre 1979 à High Wycombe, est un pilote automobile anglais.

## Carrière
Pilote de Karting depuis 1991, il débute en monoplace à la fin des années 90. En 1998, il participe à la Star Cup Formule Renault qu'il remporte, avec 8 victoires. Les deux années suivantes, il participe au championnat Formule Audi Palmer, il ne remporte pas le championnat mais se trouve en haut des classements, il remportera 6 victoires. 
Ses bons résultats lui permettent d'entrer en Championnat de Grande-Bretagne de Formule 3 en 2001, pour le remporter en 2002. 2003 sera une année plus difficile : Il échoue à entrer en Formule 3000, n'ayant pas pris le départ de la première course, et ne participera pas à la suite du championnat. Le reste de l'année, il fera des tests en Champ Car et participera au développement d'un futur châssis de Formule 3. En 2004, il participe à une partie du championnat Formula Renault V6 Eurocup, avec quelques résultats dont une victoire et une pole position. Parallèlement, il participe au championnat Le Mans Series. 2005, après d'autres tests dans divers championnats, il participe avec succès au championnat A1 Grand Prix, finissant 7 fois sur le podium. 
En 2006, il passe en World Series by Renault mais ne termine que 17e du championnat. Il poursuit cependant en A1 Grand Prix durant l'hiver, avec quelques bons résultats. Il signe avec le team Barazi-Epsilon pour les 24 heures du Mans, se plaçant en pole position et finissant en 2e position de la catégorie LMP2.